# Concert interruptus
Concert interruptus es el 13er episodio de la serie de televisión norteamericana Gilmore Girls.

## Resumen del episodio
Lorelai se encarga de la organización de una obra de caridad que consiste en la colecta de ropa usada; cuando ella encuentra una prenda que le gusta mucha, se la queda y va vestida con ella a Luke's, pero Luke se molesta con ella y le dice que se la quite. Sookie y Miss Patty sospechan que se trata de alguien del pasado de Luke; Lorelai no entiende y Sookie le explica que esa prenda perteneció a la exnovia de Luke, Rachel. Por otra parte, Sookie consigue cuatro entradas para el concierto de The Bangles en Nueva York, y planean ir ella con Lorelai, Sookie y Lane. Pero cuando Lane intenta pedirle permiso a su madre para poder ir al concierto y no lo consigue, y Rory recibe en su casa a Paris, Madeleine y Louise para hacer un proyecto escolar, Lorelai cambia de parecer y le da a Rory las cuatro entradas para que pueda ir con sus compañeras al concierto. Ya ahí, mientras las cuatro chicas tienen asientos preferenciales, Lorelai y Sookie se consiguen unos lugares muy alejados del escenario. Madeleine y Louise reciben la invitación de dos muchachos y van con ellos a una fiesta, pero Lorelai va a buscarlas y advertirles de los riesgos que existen. Finalmente, Lorelai se disculpa con Luke por haber usado la prenda de su exnovia.

## Curiosidades
- Lorelai menciona que The Bangles era su banda favorita en la secundaria, pero en el episodio Lorelai's graduation day, Rory dijo que la banda favorita de su madre, cuando tenía su edad, o sea estaba en la secundaria, era The Go-Go's.
- En el episodio anterior, Lorelai no quería mentirle a una madre (la Sra. Kim), aunque esta vez quería que Lane lo hiciera para ir al concierto.
- En el capítulo 5, Lorelai hace referencia a que le gustaría ser una cantante de The Bangles y Max le contesta que es imposible porque el grupo se ha desintegrado.